# Libico Maraja
Libico Romano Maraja (Bellinzona, 15 aprile 1912 – Montorfano, 30 dicembre 1983) è stato un illustratore e pittore svizzero.

## Biografia

### Gli anni in Svizzera
Libico Maraja nasce il 15 aprile del 1912, quinto di otto figli. Il nome Libico gli fu dato dal padre, nazionalista convinto, poiché nato in coincidenza della guerra fra Italia e Libia. Francesco Maraja, pubblicista, si trasferisce da Villafranca di Verona per collaborare ai settimanali "L'Adula" e "il Dovere", organi ticinesi di cultura italiana con sede a Bellinzona. In seguito, nel 1918, cambia residenza per collaborare al Corriere del Ticino spostandosi a Lugano e diventando un punto di riferimento per la comunità italiana.
Libico rivela le sue precoci qualità artistiche già con le prime esperienze educative presso l'Asilo d'Infanzia di Bellinzona: qui nascono, infatti, le cartoline disegnate per la Croce Rossa e per i soldati italiani feriti in guerra, nei quali stupiscono la resa della profondità spaziale, la rappresentazione delle proporzioni e l'intento narrativo. Nel 1926 si iscrive alla scuola d'Arte annessa al Ginnasio-Liceo di Lugano, dove per due anni consecutivi, il 1928 e 1929, vince il premio "Maraini" per il disegno e il premio "Bariffi" per la plastica.
Nel periodo 1932-1940 Maraja apre a Lugano lo studio di grafica pubblicitaria "ALA", che gli permette di farsi conoscere e apprezzare come pregevole realizzatore di manifesti, cartoline, locandine, annunci pubblicitari e progetti per vetrine. Le sue opere grafiche, pubblicistiche, cartellonistiche e teatrali, nascono in un clima di fervore creativo con il gruppo di amici che si raduna alla "Casa d'Italia" di Lugano. In questi stessi anni partecipa alla III, IV e V edizione della mostra d'arte collettiva organizzata dal "Cenacolo Italiano", fondato a Lugano nel 1932. Nel 1936 però è costretto a lasciare la Svizzera a seguito del padre accusato di complottare per l'irredentismo del Ticino. Si trasferisce a Como.

### Gli anni fra Como e a Milano
Nel 1938 illustra il suo primo libro per l'infanzia: "La storia di Cicc", di Alma Chiesa, mentre l'anno dopo si sposa con Chiara Colombo, figlia di un noto musicista, che nel 1940 dà alla luce il primo figlio, Marzio.
Nello stesso anno si trasferisce a Milano. Collabora con la ditta IMA Pubblicità, per la quale illustra copertine di dischi e spartiti musicali per le Messaggerie Musicali nonché due fiabe per la casa editrice Alpe. L'esperienza come grafico nello studio ALA, le sperimentazioni di scenografia e di costumi teatrali realizzate per la Casa d'Italia, sono per Libico Maraja un prezioso bagaglio di esperienze che gli tornerà utile quando, nel 1941, la IMA Pubblicità diventerà IMA Film per realizzare il primo lungometraggio a disegni animati a colori italiano: "La rosa di Bagdad", di Anton Gino Domeneghini. Maraja è nominato capo scenografo e cartoonista. Il contratto con la IMA sarà uno dei momenti più preziosi per il perfezionamento della professione e per quella che sarà la scelta di vita futura. La sua arte si arricchisce e si connota sempre più per una fantasiosa ingegnosità e per il progressivo evolversi e specializzarsi della tecnica.
Nel 1947, dopo un periodo di separazione conseguente alla fine della guerra, la famiglia Maraja, cui s'è aggiunto nel 1946 il piccolo Francesco, si trasferisce a Moltrasio. Inizia ad illustrare le copertine dei quaderni Pigna. Nel 1950 illustra "Il mio mondo", primo sussidiario a colori pubblicato in Italia per conto della Società Editrice Cinematografica. Due anni dopo, nel 1952, inizia la collaborazione con la casa editrice Fabbri. Tale rapporto durerà fino alla morte di Maraja e darà vita ad una produzione ricchissima, nella quale spiccherà, nel 1955, "Le avventure di Pinocchio".
Sviluppa anche fumetti per la Arnoldo Mondadori Editore nella serie delle avventure di "Faust e Metistofele" ed i primi classici illustrati per l'Editore Conte, poi per Carroccio e per Aristea, quindi per Baldini & Castoldi, tutti del capoluogo lombardo.
Nel 1954 ritorna a Como, luogo in cui intensifica tra le varie attività anche quella di pittore da cavalletto approfondendo le sue ricerche nel campo dell'astrattismo comasco insieme a Rho, Radice, Badiali, Galli e Salardi. Si fa apprezzare per le caricature di satira politica su "Ol Tivan", settimanale di Como e provincia.

### Consacrazione internazionale
Nel 1961 realizza il bozzetto vincente per il Concorso indetto dalle Poste Italiane per il francobollo commemorativo del 19º Centenario della nascita di Plinio il Giovane, emesso il 27 maggio dello stesso anno. In quegli anni raggiunge la fama internazionale, nel settore dell'illustrazione, per la capacità interpretativa di alcune tra le fiabe più conosciute: "Il Cantico di Natale", "Sindbad il marinaio", "I viaggi di Gulliver", "Moby Dick" e otto tra le "Fiabe sonore" che possono essere considerati gli esempi più significativi della raggiunta consapevolezza artistica e narrativa. Collabora nell'illustrare Tutte le fiabe. Nel 1966 illustra con 38 tavole in bianco e nero "I Promessi Sposi" in vernacolo comasco scritto dall'amico Piero Collina.

### Gli ultimi anni
Nel 1981 la casa editrice giapponese Shogakukan riconosce all'artista comasco, tramite la Fabbri, un premio speciale per le opere illustrate nella sua collana "Biografie". Lima-san, appellativo conferitogli dagli editori giapponesi, declina a malincuore l'invito per motivi di salute. L'anno dopo la città di Como gli dedica un'importante mostra antologica comprendente opere dal 1928 al 1982; in quest'occasione si è provveduto ad una catalogazione di buona parte della sua produzione artistica. Anche Lugano riserva alle sue illustrazioni di Pinocchio uno spazio privilegiato, permettendogli di rientrare trionfalmente nella città che aveva dovuto lasciare. Realizza i costumi e le scenografie per il balletto "La ballata di Pinocchio", rappresentato a Erba.
Muore a Montorfano, in provincia di Como, il 30 dicembre 1983, all'età di 71 anni, dopo aver chiesto una matita e un foglio di carta per tracciare segni, forse parole: un ultimo, indecifrabile messaggio.

## La sua eredità
Ancora oggi, soprattutto a Como e a Lugano, vengono organizzate mostre espositive di alcune sue importanti opere. Recentemente inoltre è stato organizzato un Archivio Maraja, comprendente molti suoi dipinti e disegni, ospitato dalla scuola elementare di Albate.